# Nový Salaš
Nový Salaš é um município da Eslováquia, situado no distrito de Košice-okolie, na região de Košice. Tem 11,02 km² de área e sua população em 2018 foi estimada em 222 habitantes.

## Demografia
| Ano:        | 1994 | 2004    | 2014   | 2024    |
| ----------- | ---- | ------- | ------ | ------- |
| Broj ljudi: | 222  | 197     | 210    | 256     |
| Razlika:    |      | -11,26% | +6,59% | +21,90% |

| Ano:               | 2023 | 2024   |
| ------------------ | ---- | ------ |
| Número de pessoas: | 246  | 256    |
| Diferença:         |      | +4,06% |